# برمودا
برمودا (بالإنجليزية: Bermuda) هو أرخبيل في المحيط الأطلسي وهو أحد أقاليم ما وراء البحار البريطانية في شمال المحيط الأطلسي. وتبعد برمودا حوالي 1,070 كيلومترا (665 ميل) شرق-جنوب شرق كاب هاتيراس في ولاية نورث كارولينا؛ كما تبعد 1,236 كم (768 ميل) جنوب جزيرة كيب سابل في نوفا سكوتيا؛ و 1,578 كم (981 ميل) شمال سان خوان عاصمة بورتوريكو. عاصمة الجزيرة هي مدينة هاميلتون. إقليم برمودا هو عضو منتسب في مجموعة الكاريبي.
أول شخص عرف أنه وصل إلى برمودا هو البحار الأسباني خوان دي بيرموديز في عام 1503، والذي سميت عليه الجزر. أعلن برموديز ملكية الجزر للإمبراطورية الإسبانية. لم يحط بيرموديز على الجزر، لكنه قام بزيارتين إلى الأرخبيل، ورسم خريطة شاملة للجزيرة. ويعتقد أن البحارة البرتغاليين الذين تحطمت سفينتهم هنا حفروا نقشا على صخرة يعود للعام 1543، وهي تعرف الآن بالصخرة البرتغالية (التي كانت تسمى سابقا الصخرة الإسبانية). ويعتقد أن جماعات إسبانية أو غيرهم من الأوروبيين اللاحقين أطلقوا الخنازير هناك، والتي استوحشت وملأت الجزيرة بحلول زمن الاستيطان الأوروبي. في عام 1609، قامت شركة فرجينيا الإنجليزية، التي أسست مستوطنة جيمستاون في مستوطنة فرجينيا قبل عامين، بتأسيس مستوطنة دائمة في برمودا في أعقاب إعصار حل بالجزيرة، عندما توجه طاقم وركاب السفينة سي فينتشر إلى الشعاب المجاورة كي لا تغرق، ثم حطت على الشاطئ.
تمت إدارة الجزيرة كامتداد لمستعمرة فرجينيا من قبل الشركة حتى عام 1614. تولى شركة جزر سومرز المتفرعة عن شركة فرجينيا إدارة المستعمرة من عام 1615 حتى عام 1684. في ذلك الوقت، تم إلغاء رخصة الشركة وتولى التاج الإنجليزي عملية الإدارة. أصبحت الجزر مستعمرة بريطانية بعد توحيد برلمانات اسكتلندا وإنجلترا عام 1707 وتأسيس مملكة بريطانيا العظمى. أصبحت برمودا أقدم أقاليم بريطانيا ما وراء البحار في عام 1949، وذلك عندما أصبحت نيوفاوندلاند جزءا من كندا. كما أصبح هذا الإقليم صاحب أكثر كثافة سكانية في عام 1997 بعد عودة هونغ كونغ إلى الصين. تأسست أول عاصمة لها، وهي مدينة سانت جورج، في عام 1612 وهي أقدم مدينة إنجليزية ظلت مأهولة في العالم الجديد.
ويستند اقتصاد برمودا على التأمين وإعادة التأمين والسياحة، وهما أكبر قطاعين اقتصاديين في الجزيرة. وكانت برمودا صاحبة إحدى أعلى معدلات الناتج المحلي الإجمالي للفرد في العالم في معظم سنوات القرن العشرين ولعدة سنوات بعدها. تأثر وضعها الاقتصادي في الآونة الأخيرة بسبب الركود العالمي. مناخ الجزيرة هو شبه استوائي. وبرمودا هي أقصى نقطة في شمال مثلث برمودا، وهي منطقة من البحر اختفت فيها عدة سفن وطائرات في ظروف غامضة كما تقول الأسطورة. تقع الجزيرة في حزام الأعاصير وهي عرضة للرياح العاتية. ومع ذلك، فهي محمية نوعا ما من كامل القوة التدميرية للأعاصير بفضل الشعاب المرجانية المحيطة بها.

## التاريخ

### الاكتشاف
اكتشفت برمودا في أوائل القرن السادس عشر على يد المستكشف الإسباني خوان دي بيرموديز. لم يكن لدى برمودا أي سكان أصليين عندما اكتشفت، ولا خلال الاستيطان البريطاني الأول بعد قرن من الزمان. ذكرت في كتاب «ليجاتيو بابيلونيكا»، الذي نُشر في عام 1511 بواسطة المؤرخ بييترو مارتيري دانغييرا، وأُدرجت في الخرائط الإسبانية لذلك العام. استخدمت السفن الإسبانية والبرتغالية الجزر كموقع للتزود باللحم والماء العذب. يُعتقد الآن أن البحارة البرتغاليين الذين تحطمت سفنهم كانوا مسؤولين عن النقش على الصخرة البرتغالية في عام 1543، والتي كانت تُسمى سابقًا بالصخرة الإسبانية. نشأت أساطير عن الأرواح والشياطين، التي يُعتقد الآن أنها نشأت من نداءات الطيور الصاخبة (على الأرجح طائر البترال برمودا، أو كاهو) والأصوات الصاخبة الليلية من الخنازير البرية. مع ظروف العواصف المتكررة والشعاب المرجانية الخطرة، عرف الأرخبيل باسم «جزيرة الشياطين». لم تحاول إسبانيا ولا البرتغال الاستيطان فيه.

### مستعمرة الإنجليز
خلال القرن التالي، كانت الجزيرة تُزار بشكل متكرر ولكن لم تُستوطَن. بدأ الإنجليز بالتركيز على العالم الجديد، واستقروا في البداية في فرجينيا، مما أدى إلى بدء الاستعمار البريطاني في أمريكا الشمالية، وإنشاء مستعمرة في جيمستاون بفرجينيا في عام 1607. بعد عامين، غادر أسطول مكون من سبع سفن إنجلترا مع عدة مئات من المستوطنين والطعام والإمدادات للتخفيف عن مستعمرة جيمستاون. تعرض الأسطول لعاصفة أدت إلى تفككه وجعلت السفينة تصطدم بشعاب برمودا، مما منع غرقها وأدى إلى نجاة جميع ركابها وطاقمها. لم يرغب المستوطنون في الانتقال بعد أن علموا الآن بالأوضاع الحقيقية في جيمستاون من البحارة، وقاموا بمحاولات متعددة للتمرد والبقاء في برمودا. جادلوا بأن لديهم الحق في البقاء وتأسيس حكومتهم الخاصة. أصبحت المستوطنة الجديدة معسكر عمل للسجناء، وبُنيت سفينتان، دليفيرانس وباشنس.
في عام 1612، بدأ الإنجليز استيطان الأرخبيل، الذي سُمّي رسميًا فيرجينيولا، بوصول السفينة «ذا بلو». استوطنت مدينة نيو لندن (التي أُعيدت تسميتها إلى مدينة سانت جورج) في ذلك العام وعينت أول عاصمة للمستعمرة. هي أقدم مدينة إنجليزية مأهولة باستمرار في العالم الجديد.
في عام 1615، تم تسليم المستعمرة، التي أعيدت تسميتها إلى جزر سومرز تخليدًا لذكرى السير جورج سومرز، إلى شركة جزر سومرز. مع استيطان البرموديين مستعمرة كارولينا ومساهمتهم في تأسيس مستعمرات إنجليزية أخرى في الأمريكتين، سميت عدة مواقع أخرى تيمنًا بالأرخبيل. خلال هذه الفترة، احتجز العبيد الأوائل وهربوا إلى الجزر. كان هؤلاء مزيجًا من الأفارقة الأصليين الذين جاؤوا تهريبًا إلى الأمريكتين عبر تجارة العبيد الأفارقة والأمريكيين الأصليين الذين استعبدوا من المستعمرات الثلاث عشرة.
أدت محدودية مساحة الأراضي والموارد في الأرخبيل إلى إنشاء ما قد يكون أقدم قوانين الحفظ في العالم الجديد. في عامي 1616 و1620، صدرت قوانين تحظر صيد بعض الطيور والسلاحف الصغيرة.

### الحرب الأهلية
في عام 1649، كانت الحرب الأهلية الإنجليزية جارية، وأعدم الملك تشارلز الأول في وايتهول، لندن. امتد الصراع إلى برمودا، حيث طور معظم المستوطنين إحساسًا قويًا بالولاء للتاج. أطاح الملكيون بحاكم شركة جزر سومرز وانتخبوا جون ترينغهام زعيمًا لهم. انتهت الحرب الأهلية في برمودا على يد الميليشيات، ودفع المعارضون للاستقرار في جزر البهاما تحت قيادة ويليام سايل.
كانت المستعمرات الملكية المتمردة في برمودا، فرجينيا، بربادوس وأنتيغوا موضوع قانون صادر عن برلمان الرمب الإنجليزي. تعرضت المستعمرات الملكية للتهديد بالغزو. توصلت حكومة برمودا في النهاية إلى اتفاق مع برلمان إنجلترا الذي حافظ على الوضع الراهن في برمودا.

### القرن السابع عشر
في القرن السابع عشر، بدأت شركة جزر سومرز في منع بناء السفن، حيث احتاجت من سكان برمودا العمل في الزراعة لتوليد الدخل من الأرض. تفوقت مستعمرة فرجينيا بشكل كبير على برمودا في جودة وكمية التبغ المنتج. بدأ سكان برمودا في التوجه إلى الأعمال البحرية في وقت مبكر نسبيًا من القرن السابع عشر، لكن شركة جزر سومرز استخدمت كل سلطتها لقمع هذا التحول بعيدًا عن الزراعة. أدى هذا التدخل إلى مطالبة السكان، وحصولهم، على إلغاء ميثاق الشركة في عام 1684، وحلت الشركة.
تخلى سكان برمودا بسرعة عن الزراعة لصالح بناء السفن، وأعادوا زراعة الأراضي الزراعية بأشجار العرعر المحلية (المعروفة باسم أرز برمودا). بإقامة سيطرة فعالة على جزر الترك، أزال سكان برمودا الغابات في منطقتهم لبدء تجارة الملح. أصبحت برمودا أكبر منتج للملح في العالم وظلت حجر الزاوية في اقتصاد برمودا للقرن التالي. تابع سكان برمودا بحماس صيد الحيتان، والقرصنة المرخصة، والسمسرة التجارية.
بعض سكان الجزر، وخاصة في سانت ديفيد، يتبعون في نسبهم إلى الأمريكيين الأصليين، والكثير منهم يجهلون أن لديهم هذا النسب. شحن مئات من الأمريكيين الأصليين إلى برمودا. من الأمثلة الأكثر شهرة شعوب الألغونكيان مثل (بيكوتس، وامبانواغ، بودنكس، نيبموكس، ناراغانسيتس،...)، الذين نُفوا من مستعمرات نيو إنجلاند وبِيعوا في العبودية في القرن السابع عشر، ولا سيما في أعقاب حرب بيكوت وحرب الملك فيليب، ولكن يُعتقد أن بعضهم جُلب من أماكن بعيدة مثل المكسيك.

### حرب الاستقلال الأمريكية
تغيرت مواقف برمودا المترددة تجاه التمرد الأمريكي في سبتمبر 1774، عندما قرر الكونغرس القاري حظر التجارة مع بريطانيا العظمى وأيرلندا وجزر الهند الغربية بعد 10 سبتمبر 1775. عنى مثل هذا الحظر انهيار التجارة بين المستعمرات، والمجاعة والاضطرابات المدنية. لعدم وجود قنوات سياسية مع بريطانيا العظمى، اجتمعت عائلة تاكر في مايو 1775 مع ثمانية من أبناء الرعية الآخرين وقرروا إرسال مندوبين إلى الكونغرس القاري في يوليو، بهدف الحصول على إعفاء من الحظر. لاحظ هنري تاكر بندًا في الحظر يسمح بتبادل البضائع الأمريكية مقابل الإمدادات العسكرية. أكد بنجامين فرانكلين على هذا البند عندما التقى تاكر بلجنة السلامة في بنسلفانيا. أكد آخرون هذا الترتيب التجاري بصورة مستقلة مع بيتون راندولف، ولجنة السلامة في تشارلستون، وجورج واشنطن.
أبحرت ثلاث قوارب أمريكية، تعمل من تشارلستون وفيلادلفيا ونيوبورت، إلى برمودا، وفي 14 أغسطس 1775، أُخذ 100 برميل من البارود من مستودع برمودا بينما كان الحاكم جورج جيمس بروير نائمًا، وحملت على هذه القوارب. نتيجة لذلك، في 2 أكتوبر، استثنى الكونغرس القاري برمودا من حظر التجارة، واكتسبت برمودا سمعة بالخيانة. في وقت لاحق من ذلك العام، أصدر البرلمان البريطاني قانون الحظر لمنع التجارة مع المستعمرات الأمريكية المتمردة وأرسل سفينة «إتش إم إس سكوربيون» لمراقبة الجزيرة. جردت حصون الجزيرة من المدافع. مع ذلك، استمرت التجارة غير المشروعة في زمن الحرب عبر الروابط العائلية الراسخة. بحلول عام 1775، ومع امتلاكها 120 قاربًا، استمرت برمودا في التجارة مع سانت أوستاتيوس حتى عام 1781 ووفرت الملح للموانئ في أمريكا الشمالية.
في يونيو 1776، حمت سفينة «إتش إم إس نوتيلوس» الجزيرة، وتبعتها «إتش إم إس غالاتيا» في سبتمبر. مع ذلك، بدا أن قائدي السفينتين البريطانيين كانا أكثر اهتمامًا بالحصول على أموال الجوائز، مما تسبب في نقص حاد في الغذاء على الجزيرة حتى مغادرة نوتيلوس في أكتوبر. بعد دخول فرنسا الحرب في عام 1778، أعاد هنري كلينتون تحصين الجزيرة تحت قيادة الرائد ويليام ساذرلاند. نتيجة لذلك، استولي على 91 سفينة فرنسية وأمريكية في شتاء 1778-1779، مما جلب السكان مرة أخرى إلى حافة المجاعة. قيدت التجارة في برمودا بشكل كبير بسبب الجهود المشتركة للبحرية الملكية والحامية البريطانية والقرصنة الملكية، مما أدى إلى ضرب المجاعة للجزيرة في عام 1779.

## التقسيمات الإدارية في برمودا
تقسم برمودا إلى 9 أبرشيات وبلديتين.

### الأبرشيات

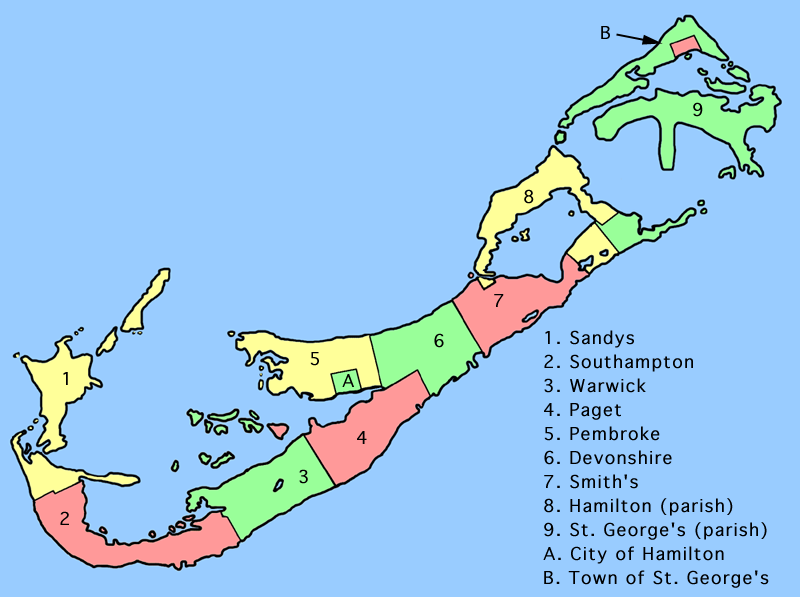
التقسيمات الإدارية في برمودا

- أبرشية ديفونشاير
- أبرشية هاميلتون
- أبرشية باجيت
- أبرشية بمبروك
- أبرشية سانديز
- أبرشية سميث
- أبرشية ساوثامبتون
- أبرشية سانت جورج
- أبرشية واروك

### البلديات
- هاميلتون (مدينة)
- سانت جورج (بلدة)

كما توجد في برمودا قريتان غير رسميتان هما:
- فلاتس
- سومرست